# Tunas Baru
Tunas Baru is een bestuurslaag in het regentschap Muaro Jambi van de provincie Jambi, Indonesië. Tunas Baru telt 1505 inwoners (volkstelling 2010).